# Грачит (Вісконсин)
Грачит (англ. Gratiot) — селище (англ. village) в США, в окрузі Лафаєтт штату Вісконсин. Населення — 224 особи (2020).

## Географія
Грачит розташований за координатами 42°34′49″ пн. ш. 90°1′24″ зх. д. / 42.58028° пн. ш. 90.02333° зх. д. (42.580149, -90.023354).  За даними Бюро перепису населення США в 2010 році селище мало площу 1,52 км², уся площа — суходіл. В 2017 році площа становила 1,42 км², уся площа — суходіл.

## Демографія
Згідно з переписом 2010 року, у селищі мешкало 236 осіб у 97 домогосподарствах у складі 64 родин. Густота населення становила 155 осіб/км².  Було 108 помешкань (71/км²).
Расовий склад населення:
| - 97,9 % — білих - 0,4 % — азіатів |

До двох чи більше рас належало 1,7 %. Частка іспаномовних становила 0,0 % від усіх жителів.
За віковим діапазоном населення розподілялося таким чином: 24,2 % — особи молодші 18 років, 57,6 % — особи у віці 18—64 років, 18,2 % — особи у віці 65 років та старші. Медіана віку мешканця становила 41,3 року. На 100 осіб жіночої статі у селищі припадало 116,5 чоловіків;  на 100 жінок у віці від 18 років та старших — 103,4 чоловіків також старших 18 років.
Середній дохід на одне домашнє господарство  становив 55 735 доларів США (медіана — 54 583), а середній дохід на одну сім'ю — 56 239 доларів (медіана — 51 667). Медіана доходів становила 43 333 долари для чоловіків та 27 292 долари для жінок. За межею бідності перебувало 15,6 % осіб, у тому числі 33,9 % дітей у віці до 18 років та 2,2 % осіб у віці 65 років та старших.
Цивільне працевлаштоване населення становило 124 особи. Основні галузі зайнятості: освіта, охорона здоров'я та соціальна допомога — 21,8 %, виробництво — 15,3 %, роздрібна торгівля — 12,1 %, мистецтво, розваги та відпочинок — 11,3 %.